# Piero Schlesinger
Piero Schlesinger (19 de mayo de 1930-14 de marzo de 2020) fue un jurista, banquero, abogado y académico italiano que se desempeñó como presidente de la Banca Popolare di Milano de 1971 a 1993. 

## Carrera
Piero Schlesinger se graduó en jurisprudencia en Turín. En 1956 comenzó su carrera académica en la Universidad de Urbino y, dos años después, elegido personalmente por su decano y fundador, el padre Agostino Gemelli, se mudó a la Università Cattolica del Sacro Cuore de Milán, donde ocupó la cátedra de derecho privado durante más de tres décadas.
Fue coautor junto a con Andrea Torrente de Manuale di diritto privato, el libro académico de derecho privado considerado uno de los más estudiados e influyentes de su tipo en Italia. Entre sus alumnos se encontraban los abogados Giuseppe Lombardi y Franco Anelli.
Junto con sus compromisos académicos, Schlesinger continuó practicando el derecho civil y corporativo, y ocupó cargos importantes en las instituciones bancarias italianas. Se unió al consejo de administración de la Banca Popolare di Milano tras la junta de accionistas del 14 de marzo de 1964. En 1971 sucedió a Guido Jarach como el jefe del instituto, llegando a ser presidente el 13 de marzo. Ocupó el cargo hasta 1993, excepto entre 1980-1981, periodo durante el cual fue el presidente del Istituto Mobiliare Italiano, tiempo en el que fue reemplazado por Luigi Frey. Il Sole 24 Ore escribió que durante su presidencia, la más larga en la historia de BMP, Schlesinger «convirtió a la institución [...] en un referente clave de la economía de Lombardía».
En septiembre de 1982 fue nombrado por Giovanni Bazoli, entonces jefe del Nuovo Banco Ambrosiano, como presidente de La Centrale Finanziaria Generale, anteriormente propiedad del infame banquero Roberto Calvi. En 1996 fue nombrado miembro de la junta del grupo Gemina holding al que renunció después deciecisiete días.

## Vida personal y muerte
Schlesinger estuvo casado con la psicoterapeuta infantil Claudia Artoni, con quien tuvo dos hijos.
Murió a los ochenta y nueve años el 14 de marzo de 2020 en el Policlínico de Milán, donde fue hospitalizado diez días antes, a causa de las complicaciones relacionadas con el COVID-19.

## Honores y premios
- Italy: Knight Grand Cross of the Order of Merit of the Italian Republic (22 de enero de 1976)[12]
- Italy: Italian Medal of Merit for Culture, School and Art (2 de julio de 1979)[13]